# St Michael’s Church (Dumfries)

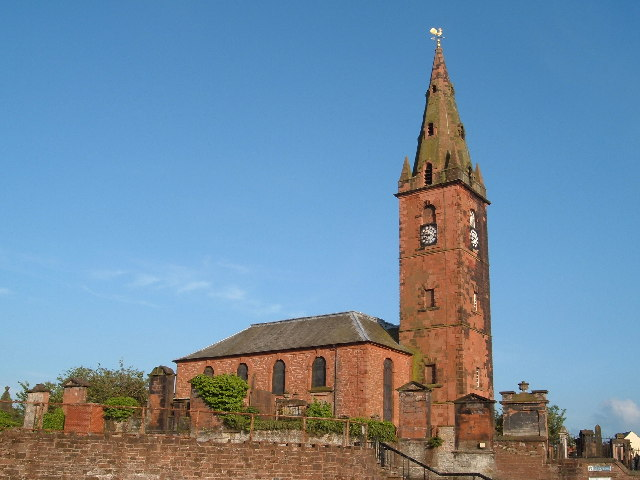
St Michael’s Church

Die St Michael’s Church ist ein Kirchengebäude der presbyterianischen Church of Scotland in der schottischen Stadt Dumfries in der Council Area Dumfries and Galloway. 1961 wurde das Bauwerk in die schottischen Denkmallisten in der höchsten Denkmalkategorie A aufgenommen. Des Weiteren ist es Teil eines Denkmalensembles der Kategorie A. Der zugehörige Friedhof ist eigenständig als Kategorie-A-Bauwerk klassifiziert. Ebenso ist das Burns’ Mausoleum auf dem Friedhof ein Denkmal der Kategorie A.

## Geschichte
Die früheste Erwähnung einer Kirche in Dumfries stammt aus dem Jahre 1179 als Wilhelm I. die örtliche Michaeliskirche Jocelin, dem Bischof der Diözese Glasgow, unterstellte. Das Gebäude besaß einen kreuzförmigen Grundriss, wobei sich der Altar an der Ostseite befand. Nach dem Tod John Comyns in der Greyfriars Church im frühen 14. Jahrhundert wurden Veränderungen an der Michaeliskirche vorgenommen. Ein weiterer Flügel wurde mit der Verbreitung der christlichen Reformation in Schottland hinzugefügt. Im frühen 18. Jahrhundert waren von der mittelalterlichen Kirche nur noch Langhaus und Chor verblieben.
1744 wurde die mittelalterliche Kirche abgebrochen und die heutige Kirche am selben Standort erbaut. Zur Erstellung eines Entwurfs für den Neubau hatte der Stadtrat zuvor den schottischen Architekten William Adam nach Dumfries eingeladen. Aus Kostengründen entschied man sich dann jedoch für den Entwurf eines lokalen Architekten. Der Bau wurde 1746 abgeschlossen. Die aus dem Jahre 1451 stammende Glocke wurde 1818 und ein weiteres Mal 1839 neu gegossen. Neben einer umfassenden Überarbeitung des Innenraums wurde 1869 auch eine Sakristei angebaut, die 1881 im Zuge von Renovierungsmaßnahmen erweitert wurde.

## Beschreibung
Das Gebäude steht an der Kreuzung zwischen St Michaels Street und Brooms Road (A756) südlich des historischen Zentrums von Dumfries. Das Mauerwerk des länglichen Kirchengebäudes besteht aus grob behauenem, rotem Sandstein mit Natursteineinfassungen. Die Fenster sind teilweise mit Rundbögen ausgeführt. Unterhalb des schiefergedeckten Plattformdachs läuft ein Kranzgesims um. Das Hauptportal befindet sich am Fuße des Glockenturms an der Westseite. Der vierstöckige Turm mit schlichten Eckfialen schließt mit einem rund zwölf Meter hohen steinernen Helm mit Lukarnen und vergoldetem Wetterhahn.

## Friedhof
Eine Bruchsteinmauer fasst den unregelmäßig geformten umgebenden Friedhof ein. Die wuchtigen Torpfeiler an der Nordwestseite beherbergen Räume für einen Wachtmann. Die mit Pilastern ornamentierten Pfeiler stammen vermutlich aus dem mittleren 18. Jahrhundert. Sie tragen schmiedeeiserne Tore. Auf dem Friedhof sind verschiedene monumentale Grabbauten im Wesentlichen aus dem 18. und 19. Jahrhundert zu finden. Hervorzuheben sind das um 1710 erbaute Grab John Sharp of Hoddoms, ein Märtyrerkreuz sowie ein Obelisk aus dem Jahre 1834. Abgegrenzt ist ein Cholerafriedhof.

## Burns’ Mausoleum

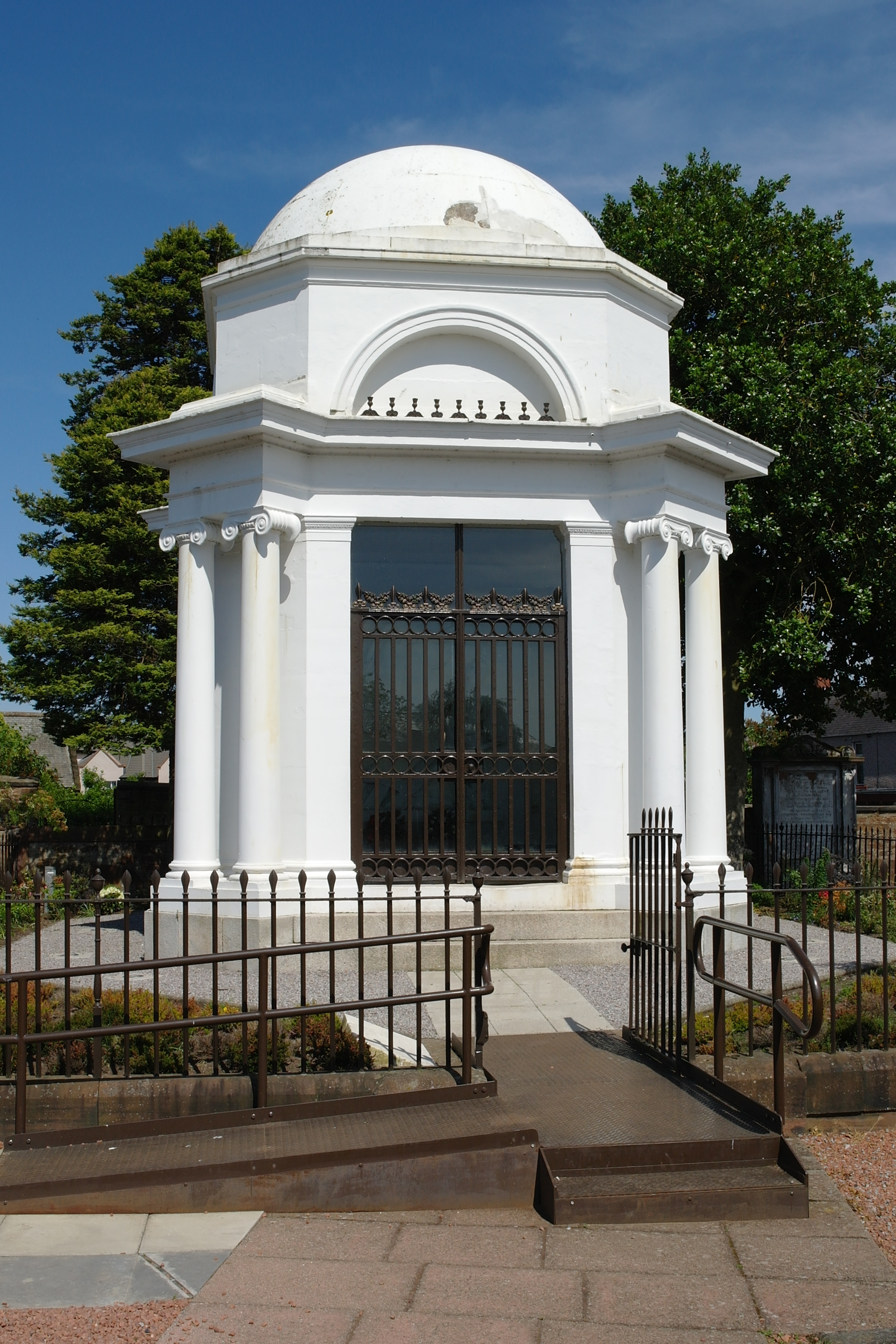
Burns’ Mausoleum

Das Burns’ Mausoleum befindet sich im östlichen Abschnitt des Friedhofs. Es wurde im Jahre 1815 nach einem Entwurf des Londoner Architekten Thomas Hunt erbaut. Der oktogonale Tempel mit abschließender Kuppel ist die Ruhestätte des Dichters Robert Burns, der 1796 in Dumfries verstarb.